# بوب دو مو
بوب دو مو (به فرانسوی: Bob de Moor) تخلص روبر فرانس ماری دو مو (به فرانسوی: Robert Frans Marie De Moor) (زاده ۲۰ دسامبر ۱۹۲۵ - درگذشته ۲۶ اوت ۱۹۹۲) کارتونیست اهل بلژیک بود. او که یکی از استادان اولیه لینیه کلر محسوب می‌شود، خالق چند مجموعه کمیک است و همچنین در طراحی چند جلد از ماجراهای تن‌تن و میلو با هرژه همکاری کرده. وی همچنین بعد از مرگ ادگار پیر یاکوبس، داستان ناتمام بلیک و مورتیمر به نام سه فرمول پروفسور ساتو: مورتیمر علیه مورتیمر را تکمیل کرد.